# Ana María Hernando
Ana Maria Hernando (1959) és una artista visual i escriptora argentina.
Ana Maria actualment viu en Boulder, Colorado. L'obra d'art d'Ana Maria Hernando inclou instal·lacions de fibra femenina que celebren la vida i la comunitat de les dones llatines, també incorpora la pintura, el dibuix, gravats amb una superposició d'elements naturals i formals, així com la incorporació de la poesia bilingüe en el seu art.
El treball que ha realitzat Ana Maria Hernando ha estat presentat a Oklahoma Contemporary, al Marfa Contemporary, al Museu d'Art Tweed, també va participar en la Bienal de Denver durant el 2010 amb dues instal·lacions dins de l'exposició “Liberadores / Libertadores” en el Museu d'Art Contemporani de Denver, també en el Centre Internacional de Belén en Palestina. En el 2011 va realitzar una exposició individual a Kemper al Crossroads, Kansas City, M. El juny del 2016 va realitzar una exposició individual anomenada Tenemos flores al Museu d'Art de la Universitat de Colorado Boulder.
Les obres d'Ana Maria Hernando es troben en col·leccions privades i corporatives, incloent The Tweed Museum of Art, Duluth; MN, Fidelity Investments, Boston, MA; Hallmark Corporation, Kansas City, MO; Universitat de Michigan, Ann Arbor, MI i la Fundació Banc Patricis, a Buenos Aires. Els dissenys que realitza Ana Maria en les seves obres son presos dels mantons utilitzats per l'església els quals es mesclen amb imatges de flors, plantes i insectes. Durant diversos anys, Ana Maria ha estat pintant flors amb la utilització de colors que ella inventa li donen plaer submergint-se en les seves formes, seguint les seves línies i els petits moviments.